# Ferrovia Adria-Ariano Polesine
La ferrovia Adria-Ariano Polesine fu una linea ferroviaria italiana in concessione che collegò Adria ad Ariano nel Polesine tra il 1933 e il 1944.

## Storia

### Proposta e progetto iniziale
Verso gli inizi del XX secolo, il Comitato provinciale ferroviario di Rovigo si batté per la costruzione di una via ferrata che da Adria (servita dalle linee Rovigo-Chioggia e Adria-Mestre) raggiungesse la bassa provincia rodigina e quella ferrarese arrivando quindi fino a Codigoro e Copparo, dove erano appena entrate in funzione due linee ferroviarie che collegavano queste due cittadine con il capoluogo di provincia, Ferrara. Proprio in questo periodo infatti il Comitato ferroviario raggiunse l'accordo con la Società Veneto Emiliana Ferrovie e Tranvie (SVEFT) e successivamente con il Ministero delle Comunicazioni ufficializzando l'esecuzione del progetto del tratto da Adria ad Ariano nel Polesine in data 22 settembre 1927.

### Lavori di costruzione ed avvio
Nonostante l'altimetria della zona su cui dovevano scorrere la rotaie della linea non avesse particolari dislivelli, la SVEFT andò incontro ad elevate spese in quanto la strada ferrata avrebbe dovuto scavalcare numerosi corsi d'acqua, a volte di dimensioni importanti. Le opere maggiori realizzate furono i manufatti sui canali Canal Bianco, Gavello Dragonzo, Padano Polesano e per finire notevole impegno fu richiesto per la costruzione del ponte in corrispondenza del corso del fiume Po vicino alla località di Corbola.
La ferrovia a scartamento ordinario venne inaugurata il 21 aprile 1933.

### Progetto collegato dellaRomea ferroviariaovvero la Adria-Codigoro
Da Ariano nel Polesine a Codigoro mancavano solamente 11 chilometri. Sarebbe stato il completamento del progetto originario voluto anche dallo Stato che voleva collegare Venezia a Roma passando appunto anche per Adria e Ferrara. Fino a questo momento il via libera sembrava stesse arrivando, ma, per la sempre mancanza di fondi nelle casse dello Stato per quel che riguardava le opere di pubblica utilità, proprio in quel momento, si decise di non proseguire con l'opera e le idee progettate andarono in frantumi. La linea ferroviaria in tutta la sua breve vita non superò mai il capolinea di Ariano nel Polesine.

### Gli anni dal 1937 al 1944
Persa la possibilità di prolungamento, si cercò di potenziare i servizi sui circa 15 chilometri esistenti. Oltre che al trasporto passeggeri si cercò di potenziare anche il trasporto delle merci delle fabbriche e opifici serviti dalla linea. Vennero acquistati mezzi più potenti. Giorno particolarmente importante fu il 1º agosto 1937 poiché vi fu l'acquisizione della linea ferroviaria da parte della Società Veneta, società molto importante nella zona in ambito ferroviario. Era infatti già proprietaria della Ferrovia Adria-Mestre del quale fece diventare la Adria-Ariano Polesine il prolungamento verso sud. Su quest'ultima via ferrata quindi aumentarono corse e merci trasportate.
Nel corso del 1940 un cedimento strutturale costrinse la Società Veneta a sospendere le corse sulla linea per qualche periodo, per poi farle riprendere fino al 1944 quando a causa dei continui bombardamenti degli alleati per contrastare i tedeschi in ritirata, andarono distrutti ponti, stazioni, binari e convogli.
Fu la fine per la breve linea ferroviaria che chiuse i battenti solamente 11 anni dopo la sua costruzione.
In quel periodo, anche se ormai inutilizzabile in seguito ai danni subiti, la tratta fu oggetto di alcuni provvedimenti della Repubblica Sociale Italiana.

### Il dopoguerra e il definitivo abbandono

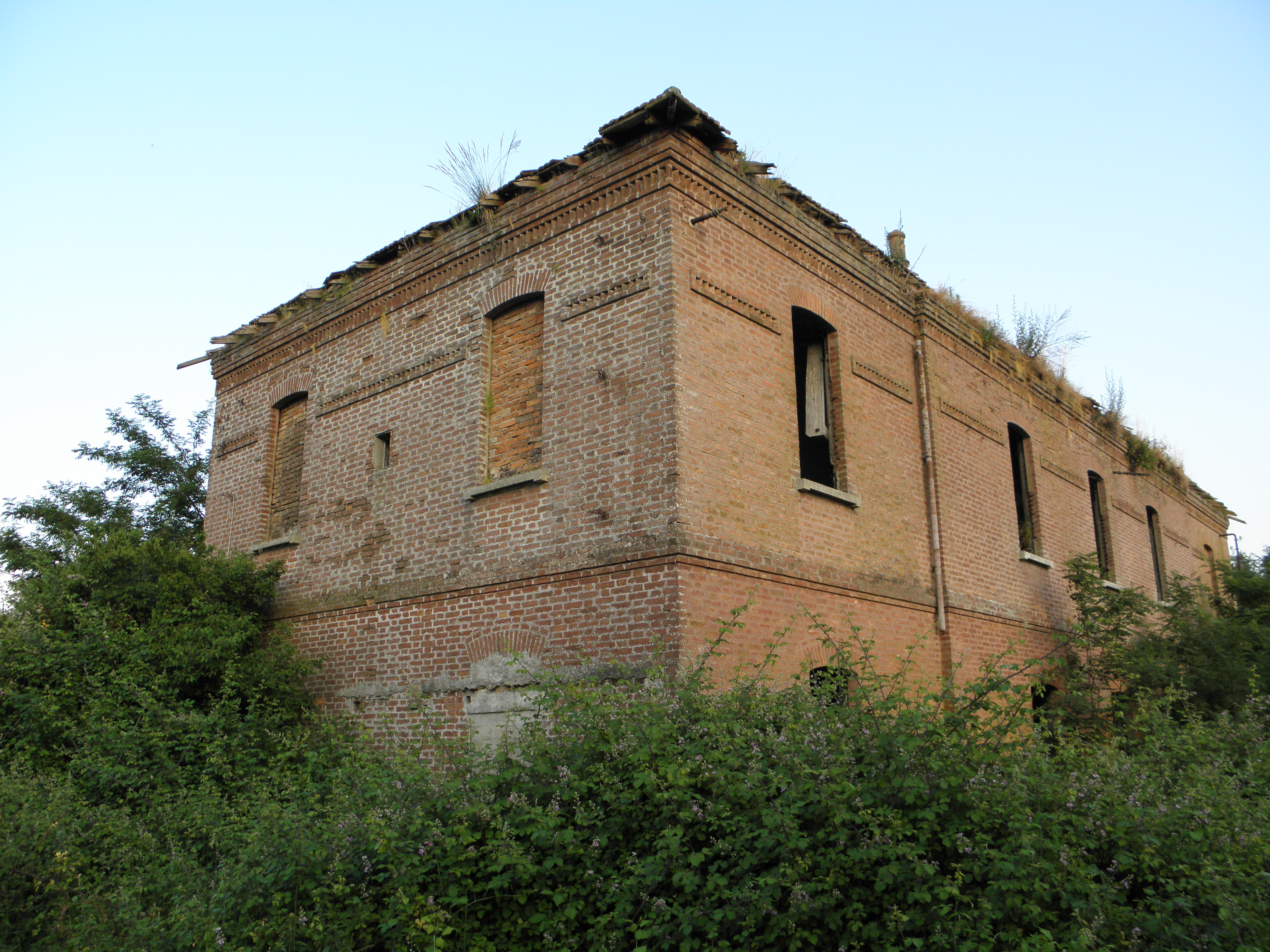
Il fabbricato viaggiatori della Stazione di Ariano Polesine in stato di totale abbandono (2012).

Al termine del conflitto, La Società Veneta decise di abbandonare l'amministrazione della linea assai dissestata cedendo l'incarico allo Stato che in un primo momento decise di riparare il tratto esistente e addirittura di completare il pezzo mancante fino a Codigoro andando incontro ad una spesa elevatissima (950 milioni di lire), mentre poi abbandonò definitivamente il progetto della Romea ferroviaria chiudendo definitivamente la tratta, lasciandola nel completo abbandono.

## Caratteristiche
La linea ferroviaria era a binario singolo a scartamento ferroviario ordinario di 1435 mm non elettrificato.
L'intero percorso era privo di apparati di sicurezza come i segnali luminosi, i blocchi alla circolazione e la semaforizzazione dei passaggi a livello

## Percorso
|  | Continuation backward |

| Unknown route-map component "CONTgq" | Unknown route-map component "ABZg+r" |

|  | Station on track |

| Unknown route-map component "CONTgq" | Unknown route-map component "xABZgr" |

|  | Unknown route-map component "exhKRZWae" |

|  | Unknown route-map component "exhKRZWae" |

|  | Unknown route-map component "exhKRZWae" |

|  | Unknown route-map component "exBHF" |

|  | Unknown route-map component "exhKRZWae" |

|  | Unknown route-map component "exBHF" |

|  | Unknown route-map component "exHST" |

|  | Unknown route-map component "exKBHFe" |

La ferrovia partiva dalla stazione di Adria lato Rovigo, della ferrovia Rovigo-Chioggia, e capolinea della ferrovia Adria-Mestre.
Lasciata la stazione di Adria i binari curvavano in breve tempo in direzione sud e in meno di quattro chilometri superava tre canali, mediante altrettanti manufatti:
- il canale artificiale Tartaro-Canalbianco, con un ponte a travata metallica della luce di circa quarantun metri;
- il canale colatore Gavello-Dragonzo, con un identico ponte di 12,5 m;
- il canale colatore Padano-Polesano, con un altrettanto uguale ponte, alla luce di circa 30 metri, posto alla progressiva 3+318.

Dopo meno di due chilometri, si giungeva presso la stazione di Bottrighe, che era raccordata ad uno zuccherificio. Dopo aver superato quest'impianto, la linea iniziava a salire una rampa che le permetteva di scavalcare gli argini del ramo del fiume Po denominato Po di Venezia e di superarlo grazie ad un imponente manufatto di circa 315 metri formato da cinque campate.
Proseguendo la via ferrata raggiungeva la stazione di Corbola, sede del Dirigente Unico Operativo, e dopo sette chilometri la linea terminava nella stazione di Ariano Polesine che fungeva da capolinea. A metà del percorso tra Corbola ed Ariano nel Polesine era posta la fermata facoltativa di Crociarone a servizio dei passeggeri provenienti e diretti alle numerose località circostanti.

## Materiale rotabile
Il materiale rotabile inizialmente affidato alla SVEFT per effettuare il servizio sulla linea ferroviaria fu il seguente:
- quattro locomotive a vapore, con potenza di 180 CV;
- tre carrozze a carrelli, denominate del tipo Ariano;
- tre carri chiusi;
- cinque carri aperti.

Nel 1937, quando la Società Veneta acquisì la linea, essa mise a disposizione due automotrici termiche a carrelli della potenza di 350 CV per espletare il servizio trasporto passeggeri.